# Le Roi de trèfle
Pour le téléfilm, voir Le Roi de trèfle (téléfilm).
Le Roi de trèfle (The King of Clubs) est une nouvelle policière d'Agatha Christie mettant en scène Hercule Poirot.
Initialement publiée le 21 mars 1923 dans la revue The Sketch au Royaume-Uni, cette nouvelle n'a été reprise en recueil qu'en 1951, dans The Under Dog and Other Stories aux États-Unis. Elle a été publiée pour la première fois en France dans la revue Mystère magazine en août 1956, puis dans le recueil Le Bal de la victoire en 1979.
Le titre résulte du fait que Poirot remarque qu'au cours d'une partie de bridge, les joueurs ont joué avec un jeu qui ne comportait pas le roi de trèfle.

## Publications
Avant la publication dans un recueil, la nouvelle avait fait l'objet de publications dans des revues, dans la série « The Grey Cells of Mr Poirot I » :
- le 21 mars 1923, au Royaume-Uni, sous le titre « The Adventure of the King of Clubs », dans le no 1573 (vol. 121) de l'hebdomadaire The Sketch[1],[2] ;
- en novembre 1923, aux États-Unis, dans le no 1 (vol. 38) de la revue Blue Book Magazine[1] ;
- en mai 1955, aux États-Unis, sous le titre « Beware the King of Clubs », dans le no 138 (no 5, vol. 25) de la revue Ellery Queen's Mystery Magazine[3] ;
- en août 1956, en France, sous le titre « Gare au roi de trèfle ! », dans le no 103 de la revue de Mystère magazine[4].

La nouvelle a ensuite fait partie de nombreux recueils :
- en 1951, aux États-Unis, dans The Under Dog and Other Stories[1],[5] (avec 8 autres nouvelles) ;
- en 1974, au Royaume-Uni, dans Poirot's Early Cases[1],[6] (avec 17 autres nouvelles) ;
- en 1974, aux États-Unis, dans Hercule Poirot's Early Cases (recueil ne reprenant que 15 des 18 nouvelles du recueil britannique) ;
- en 1979, en France, dans Le Bal de la victoire[4] (recueil ne reprenant que 15 des 18 nouvelles du recueil britannique, différentes de la sélection du recueil américain de 1974).

## Adaptation
- 1989 : Le Roi de trèfle (The King of Clubs), téléfilm britannique de la série télévisée Hercule Poirot (9e épisode, 1.09), avec David Suchet dans le rôle principal.